# Bíbor (keresztnév)
A  Bíbor női név a régi magyar Bíbor  név felújításából ered.  A bíbor az Árpádok korában finom lenszövetet jelentett, így ezt a nevet az úrnők bóknévként, de a szövőnők foglalkozásnévként kapták.

## Rokon nevek
Bíbora, Bíborka, Bíboranna

## Gyakorisága
Az újszülötteknek adott nevek körében az 1990-es években szórványosan fordult elő. A 2000-es és a 2010-es években sem szerepelt a 100 leggyakrabban adott női név között.
A teljes népességre vonatkozóan a Bíbor sem a 2000-es, sem a 2010-es években nem szerepelt a 100 leggyakrabban viselt női név között.

## Névnapok
- április 6.[2]